# Principati albanesi

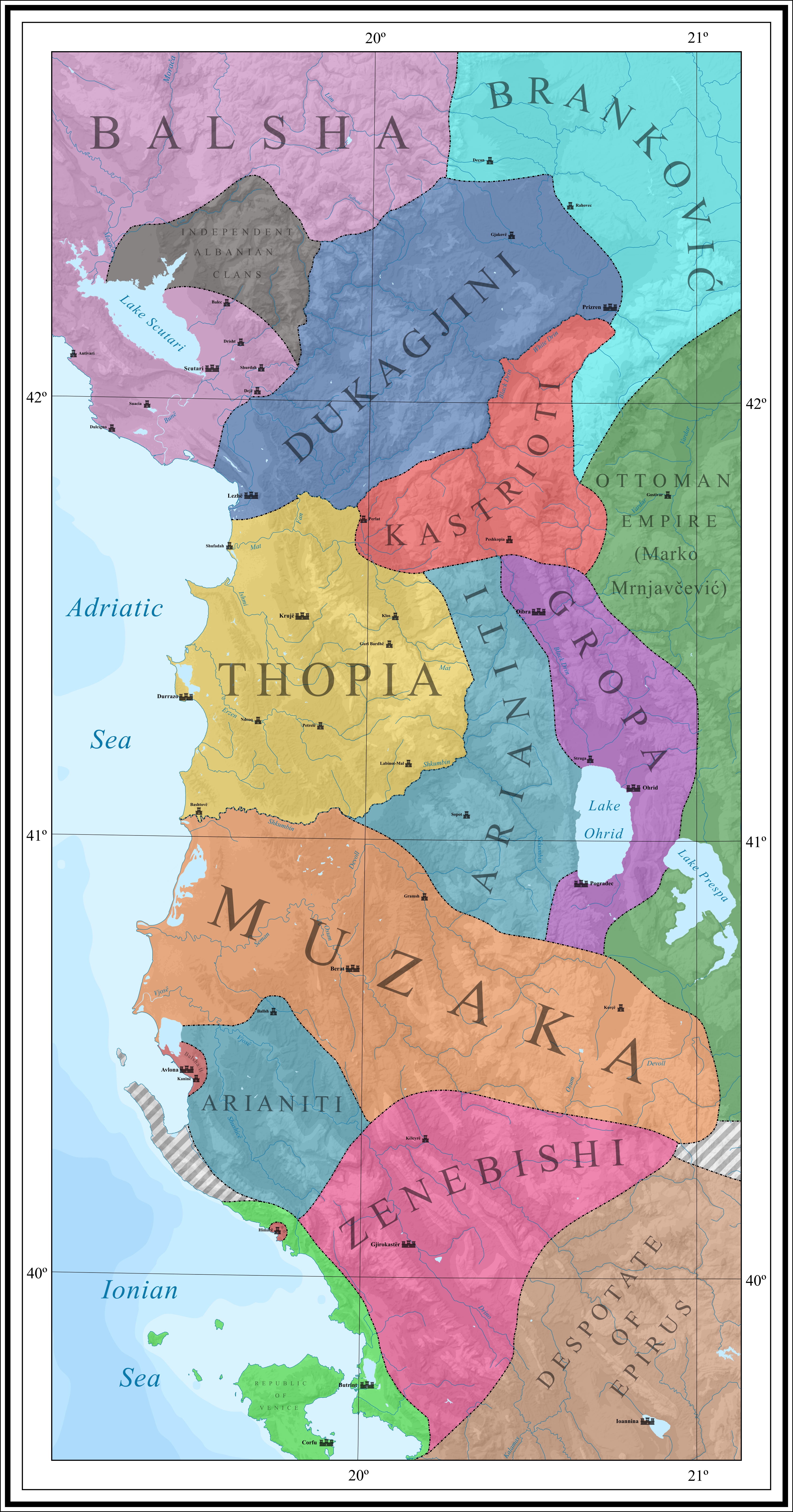
I principati albanesi attorno al 1390. Da nord a sud sono visibili i domini di: Balsha, Dukagjini, Kastrioti, Thopia, Gropa, Arianiti, Muzaka e Zenebishi

I principati albanesi erano i principati esistenti nel Medioevo in Albania e in generale nei Balcani (nelle regioni circostanti l'attuale Albania sino alla Morea) governati dalla nobiltà albanese. 
Il XII secolo segnò quello che è considerato il primo principato albanese, il Principato di Arbanon. Fu più tardi, tuttavia, nel XIV secolo e all'inizio del XV secolo, che questi principati divennero più forti politicamente, soprattutto con la caduta dell'Impero serbo. Alcuni di questi principati, in particolare, si unirono nel 1444 nell'alleanza militare albanese chiamata Lega di Alessio (Beselidhja e Lezhës).

## Elenco dei principati albanesi
- Principato di Arbanon (1190-1255)
- Principato di Muzaka dall'omonima famiglia, con capitale Berat (1280-1450)
- Principato d'Albania dei Thopia (1328-1415)
- Principato di Valona (1346-1417)
- Despotato di Angelokastron e Lepanto di Gjin Bua Shpata (1358-1374), poi unito al
- Despotato di Arta, sempre degli Shpata (1355-1416)
- Principato di Mataranga (1358-1367)
- Principato di Balsha (1362-1421)
- Principato di Gropa (1371-1395)
- Principato di Argirocastro dei Zenevisi (1373-1414)
- Principato dei Dukagjini (1387-1444)
- Principato dei Castriota (1389-1444)
- Principato di Zaharia (1396-1430)
- Domini degli Arianiti (1399-1444)

## Principato di Arbanon
Il Principato di Arbanon (1190-1255) fu il primo stato albanese durante il Medioevo. La proclamazione dello stato feudale di Arbanon, nel nord dell'Albania, con Kruja come capitale avvenne nel 1190. Come fondatore di questo stato è noto Progoni e in seguito Gjini e Dhimiter. Nderfandina è conosciuto come il centro più importante di questo principato. Su questo lo diceva chiaramente lo stemma di Arbanon trovato scolpito su una pietra nella chiesa cattolica di Santa Maria. Dopo la caduta della dinastia Progon il principato passò sotto Grigor Kamona e Gulam d'Albania. Infine il principato fu sciolto nel 1255. Il periodo più roseo fu sotto Demetrio Progoni.

## Despotato di Angelokastron e Lepanto
Il despotato di Angelokastron e Lepanto (1358-1374) era un despotato, governato dai capi albanesi dell'Epiro. Fu creato dopo la sconfitta di Niceforo II Orsini nel 1358 e cessò di esistere nel 1374, quando il suo despota, Gjin Bua Shpata, unificò il territorio con il Despotato di Arta.

## Principato di Valona
Il Principato di Valona (1346-1417) fu uno stato medievale che comprendeva grosso modo i territori delle attuali contee albanesi di Valona (Valona) e Berat. Inizialmente vassallo dell'Impero serbo, divenne una signoria indipendente dopo il 1355 e fino a quando non fu conquistata dai turchi ottomani nel 1417. Tra il 1355 e il 1417 vi furono i sovrani bulgari della famiglia Asen e i sovrani della famiglia Balšić.

## Principato dei Ducagini
Il Principato dei Ducagini (in albanese Principata e Dukagjinit) si riferisce ai domini della famiglia albanese Dukagjini nell'Albania settentrionale e nel Kosovo occidentale nel XIV e XV secolo. Nella loro massima estensione, i domini dei Ducagini si estendevano dall'Alto Zadrima nel nord-ovest fino alla pianura di Dukagjinit nel Kosovo occidentale. Il centro politico della famiglia Ducagini fu Lezhë (Alessio) fino al 1393 quando fu ceduta a Venezia per poi cadere sotto gli ottomani. Il sangiaccato ottomano di Dukagjin prende il nome dal governo della famiglia nelle aree che lo formavano. Il principato esistette formalmente fino al 1479, ma nel 1444 fu unito dagli Scanderbeg alle altre famiglie nobili albanesi.

## Despotato di Arta
Il Despotato di Arta (1355–1416) era un Despotato, governato dai capi albanesi dell'Epiro. Fu creato dopo la sconfitta di Niceforo II Orsini nel 1358 e cessò di esistere nel 1416. Dopo la morte di Pietro Losha nel 1374, i despotati albanesi di Arta e Angelocastron furono uniti sotto il governo del despota Gjin Bua Shpata. Il territorio di questo despotato ndava dal Golfo di Corinto al fiume Acheronte a nord, confinante con il Principato di Giovanni Zenevisi, un altro stato creato nell'area del Despotato d'Epiro. Il Despotato d'Epiro riuscì in questo periodo a controllare solo la parte orientale dell'Epiro, con capitale a Giannina. Durante questo periodo il Despotato dell'Epiro fu governato da Tommaso II Preljubović, che era in aperto conflitto con Gjin Bue Shpata. Nel 1375, Gjin Bue Shpata avviò un'offensiva a Giannina, ma non riuscì a invadere la città. Sebbene Shpata si sia sposato con la sorella di Tommaso II Preljubović, Helena, la loro guerra non si fermò. Dopo la morte di Gjin Bua Shpata nel 1399, il Despotato di Arta si indebolì continuamente. Tra le animosità con i governanti il successore di Giannina Gjin, Muriq Shpata, dovette fare i conti con le intenzioni dei veneziani e del conte Carlo I Tocco di Cefalonia. Nel 1416 sconfisse Jakup Shpata e conquistò Arta, ponendo fine alla dinastia Shpata.

## Principato di Argirocastro
Il Principato di Argirocastro (1373-1418) fu un principato creato da Giovanni Zenevisi nel 1386 e abolito dopo l'invasione ottomana nel 1434. Nel 1380 Giovanni Zenevisi fu nominato sebastocratore o prefetto di Vagenetia presso Delvina e nel 1386 divenne principe. Nel 1399 Esaù, sostenuto da alcuni clan albanesi, marciò contro il cognato di sua moglie Giovanni Zenevisi di Argyrokastron. Esaù fu poi instradato e catturato, e gran parte della sua terra fu occupata da Zenevisi. Esaù tornò a Giannina nel 1400, riprendendo il regno da Zenebishi. Zenebishi fu sconfitto dai Turchi, fuggì nell'isola veneziana di Corfù, ma fu richiamato due anni dopo (1416) da un'insurrezione delle tribù di montagna. Con l'appoggio di Venezia, mise nuovamente gli occhi su Argirocastro, ma fu scacciato ancora una volta dai turchi e morì a Corfù nel 1418.

## Signoria di Berat
La Signoria di Berat era un principato governato dalla nobile famiglia Muzaka. Non è chiaro quando la famiglia Muzaka iniziò a governare nell'Albania centrale; tuttavia, uno dei primi governanti degni di nota è il sebastocratore Andrea I Muzaka che governò Myzeqe. Nel 1335 il principato divenne Despotato e fu notevolmente ampliato durante il governo di Andrea II. La famiglia Muzaka continuò ad essere una dinastia temibile e influente nell'Albania centrale fino al 1417 quando cadde infine sotto l'Impero ottomano.

## Principato di Castriota
Il Principato di Castriota(1389–1444) fu uno dei principati più importanti dell'Albania medievale. Fu creato da Giovanni Castriota e poi governato dall'eroe nazionale dell'Albania, Giorgio Castriota Scanderbeg. Giovanni Castriota possedeva originariamente solo due piccoli villaggi, che probabilmente è emblema della famiglia dell'aquila con due teste nere, anche se si possono fornire interpretazioni diverse. In breve tempo Giovanni Castriota riuscì ad ampliare le sue terre tanto da diventare il signore incontrastato dell'Albania Centrale. Giovanni Castriota fu tra coloro che si opposero alla prima incursione dell'ottomano Bayezid I, ma la sua resistenza fu inefficace. Il Sultano, dopo aver accettato le sue richieste, gli obbligò a rendere tributo e ad assicurare la fedeltà dei governanti locali.Giovanni Castriota e i suoi tre fratelli furono presi dal Sultano alla sua corte come ostaggi. Giorgio Castriota Scanderbeg si distinse come uno dei migliori ufficiali in diverse campagne ottomane sia in Asia Minore che in Europa, e il Sultano lo nominò generale. Il 28 novembre 1443, Scanderbeg vide la sua opportunità di ribellarsi durante una battaglia contro gli ungheresi guidati da Giovanni Hunyadi a Niš come parte della crociata di Varna. Cambiò schieramento insieme ad altri 300 albanesi in servizio nell'esercito ottomano. Dopo un lungo viaggio in Albania alla fine catturò Krujë falsificando una lettera del Sultano al governatore di Krujë, che gli garantiva il controllo del territorio. Dopo aver catturato il castello, Scanderbeg abiurò l'Islam e si proclamò vendicatore della sua famiglia e del suo paese. Dopo la cattura di Krujë, Scanderbeg riuscì a riunire tutti i principi albanesi nella città di Alessio  (vedi Lega di Alessio, 1444).

## Principato di Topiaj (medioevo)
Il Principato d'Albania era un principato albanese governato dalla formidabile dinastia albanese di Thopia. Uno dei primi regnanti degni di nota è Tanusio Thopia, conte di Mat dal 1328. La figura più influente di questa dinastia, nonché una delle figure più influenti dell'Albania medievale, fu Carlo Thopia. Il principato passò di mano tra la dinastia Thopia e la dinastia Balšić, fino al 1392, quando Durazzo fu annessa alla Repubblica di Venezia.

## Principato di Matranga

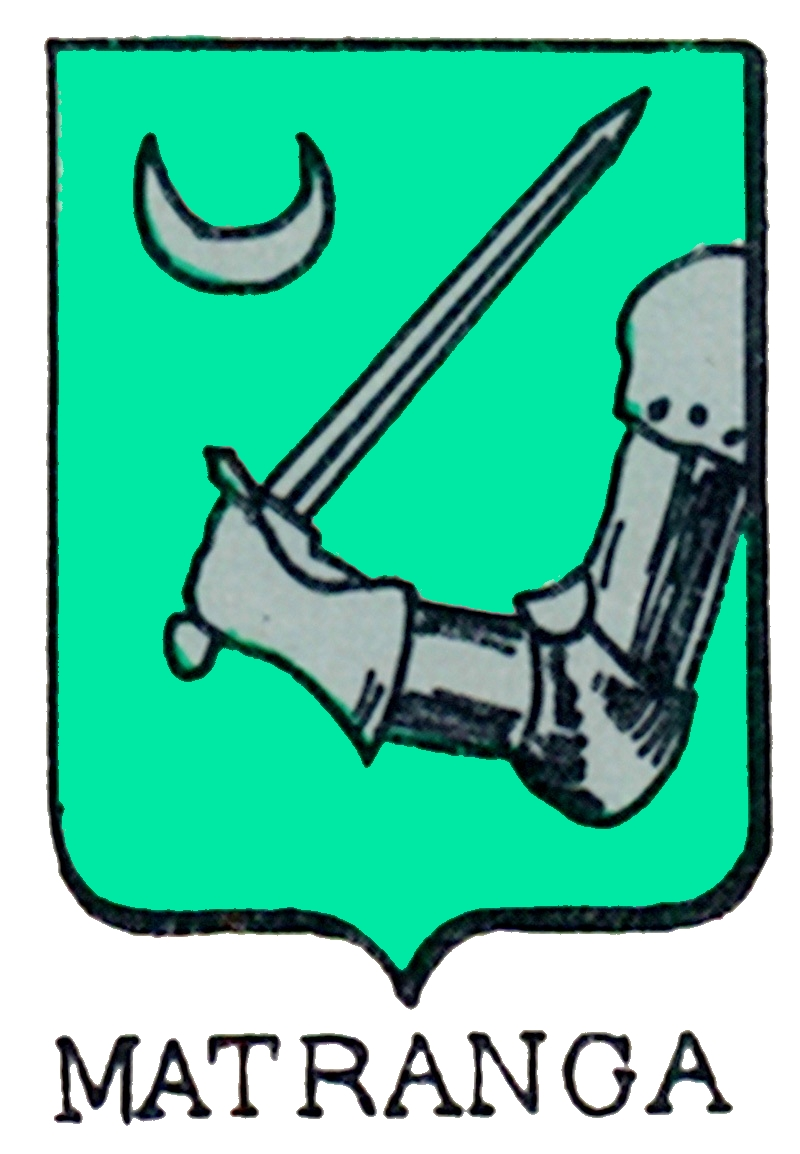
Stemma della famiglia Matranga

La famiglia Matranga, Mataranga o Matrangolo (Matrënga in albanese), che era benestante nella regione costiera dell'Albania meridionale tra Durazzo e Valona, fu tra i primi membri conosciuti che vennero registrati in un documento della Repubblica di Ragusa come governanti del territorio. Temporanei vassalli degli Imperatori bizantini, all'inizio del XIV secolo accettarono la supremazia di Filippo di Taranto, che riconquistò Durazzo nel 1304 per la Casa d'Angiò del Regno di Napoli. Uno degli ultimi membri fu il sovrano Blasius Matarango che dopo la morte di Dusan regnò dal 1355 fino alla sua morte nel 1367. Dopo la sua morte i territori della famiglia Matranga furono inglobati nel Principato d'Albania.

## Principato di Muzaka

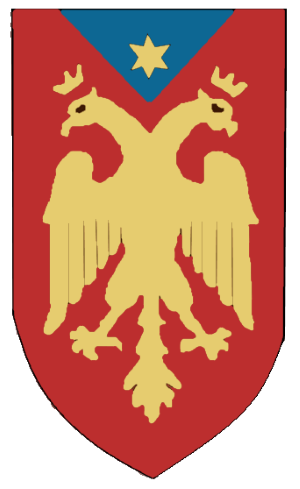
Stemma della famiglia Muzaka

## Principato di Gropa
La famiglia Gropa era una delle più grandi e famose famiglie nobili albanesi dell'Albania orientale. La dinastia controllava la regione tra Pogradec, Ohrid e Debar nel periodo tra il XII e il XIV secolo. Nel 1218 un certo Andrea fu menzionato come potente sebaste. Nel 1273 viene citato Pal Gropa che riconfermò ancora una volta i domini della famiglia Gropa e ottenne addirittura privilegi estesi da Carlo I d'Angiò per assicurarne la fedeltà. La nobile famiglia Gropa regnò fino al 1395 quando cadde sotto la rapida espansione dell'Impero ottomano.

## Principato di Zaharia
Il primo sovrano della dinastia Zaharia fu Koja Zaharia che conquistò il castello di Dagno nel 1396 si proclamò Signore di Sati e Dagno ("dominus Sabatensis et Dagnensis")  e da lì governò il territorio circostante come vassallo ottomano. Nell'ottobre del 1400 Koja propose ai veneziani di simulare una battaglia in cui lui e suo cugino Dhimitër Jonima avrebbero finto di perdere i loro possedimenti ai veneziani, in cambio della fornitura di 500 ducati all'anno. I veneziani non risposero prontamente e Koja tornò dal sultano. Koja continuò a governare fino al 1430 quando Ishak Bey catturò Dagno da Koja Zaharia e lo annesse al territorio controllato da Ali Beg, mentre Koja fu imprigionato o espulso. Dopo la repressione della rivolta albanese del 1432–1436, il sultano affidò al figlio di Koja, Lekë Zaharia, la carica di governatore di Dagno.